# Георги Павлов – Чауша
Георги Павлов Соколов, известен като Чаушът, Чаушо, е български революционер, ресенски селски войвода на Вътрешната македоно-одринска революционна организация.

## Биография
Георги Соколов е роден през 1879 година в ресенското село Златари, тогава в Османската империя. Завършва второ отделение. През 1901 година е четник при ресенско-преспанския войвода Атанас Петров. През Илинденско-Преображенското въстание е самостоятелен войвода на селска чета.
Георги Соколов участва в Балканската война като доброволец в 4-та рота на 6-а охридска дружина от Македоно-одринското опълчение. Носител е на орден „За храброст“ IV степен.
На 22 февруари 1943 година, като жител на София, подава молба за българска народна пенсия, която е одобрена и пенсията е отпусната от Министерския съвет на Царство България.